# Ziad Tlemçani
Ziad Tlemçani (Tunisi, 10 maggio 1963) è un ex calciatore tunisino, di ruolo attaccante.